# 16 janvier en sport
16 décembre 16 février
Chronologies thématiques
- Croisades
- Ferroviaires
- Disney

Le 16 janvier (16e jour de l'année) en sport.

## Événements

### XIXesiècle
- 1900
  - (Tennis) : Création de la Coupe Davis.

### XXesièclede1951à2000
- 1955
  - (Formule 1) : Grand Prix automobile d'Argentine.

### XXIesiècle
- 2002
  - (Natation) : Le nageur américain Ed Moses bat le record du monde du 200 m brasse en petit bassin, à Paris, en 2 min 04 s 37.
- 2016
  - (Compétition automobile /Rallye-raid) : sur le 37e Rallye Dakar, victoire de Stéphane Peterhansel et de son copilote Jean-Paul Cottret en auto, de l'Australien Toby Price en moto.
- 2017
  - (Tennis /tournoi de Grand Chelem) : début de l'Open d'Australie qui se déroule jusqu'au 29 janvier 2016 à Melbourne.
- 2023
  - (Tennis /tournoi de Grand Chelem) : début de l'Open d'Australie qui se déroule jusqu'au 29 janvier 2023 à Melbourne.
- 2024 :
  - (Water-polo /Euro masculin) : en finale du championnat d'Europe masculin de water-polo, l' Espagne s'impose face à la Croatie 11-10 et l' Italie complète le podium.

## Naissances

### XIXesiècle
- 1853 :
  - André Michelin, ingénieur, industriel et pilote de courses automobile français. († 4 avril 1931).
- 1870 :
  - Jimmy Collins, joueur de baseball américain. († 6 mars 1943).
- 1876 :
  - Claude Buckenham, joueur de cricket et footballeur anglais. Champion olympique aux Jeux de Paris 1900. (4 sélections en test cricket et 1 sélection en équipe nationale de football). († 23 février 1937).
- 1880 :
  - Samuel Jones, athlète de sauts américain. Champion olympique de la hauteur aux Jeux de Saint-Louis 1904. († 13 avril 1954).
- 1885 :
  - Enrico Porro, lutteur de gréco-romain italien. Champion olympique des poids légers aux Jeux de Londres 1908. († 14 mars mars 1967).
- 1888 :
  - Daniel Norling, gymnaste et cavalier de sauts d'obstacles suédois. Champion olympique du concours par équipes aux Jeux de Londres 1908, du système suédois par équipes aux Jeux de Stockholm 1912 puis du saut d'obstacles par équipes aux Jeux d'Anvers 1920. († 28 août 1958).

### XXesièclede1901à1950
- 1902 :
  - Eric Liddell, athlète de sprint et joueur de rugby à XV britannique. Champion olympique du 400 m et médaillé de bronze du 200 m aux Jeux olympiques d'été de 1924. (7 sélections en équipe d'Écosse de rugby à XV). († 21 février 1945).
- 1903 :
  - William Grover-Williams, pilote de courses automobile franco-britannique. (4 victoires en Grand Prix). († 18 mars mars 1945).
- 1910 :
  - Dizzy Dean, joueur de baseball américain. († 17 juillet 1974).
- 1911 :
  - Roger Lapébie, cycliste sur route français. Vainqueur du Tour de France 1937 et de Paris-Nice 1937. († 12 octobre 1996).
- 1930 :
  - Peter Procter, pilote de courses automobile britannique.
- 1934 :
  - Marcel Barouh, pongiste français.
- 1935 :
  - A.J. Foyt, pilote de courses automobile américain. Vainqueur des 500 miles d’Indianapolis 1961 1964, 1967 et 1977 puis des 24 Heures du Mans 1967.
- 1936 :
  - Charles Corver, arbitre de football néerlandais. († 10 novembre 2020).
- 1939 :
  - Lothar Metz, lutteur de gréco-romain allemand. Médaillé d'argent des -79 kg aux Jeux de Rome 1960, de bronze des -87 kg aux Jeux de Tokyo 1964 et champion olympique des -87 kg aux Jeux de Mexico 1968. († 23 janvier 2021).
- 1944 :
  - Roland Biancone, pilote de course automobile français. († 24 mai 2007).
- 1948 :
  - Cliff Thorburn, joueur de snooker canadien. Champion du monde de snooker 1980.

### XXesièclede1951à2000
- 1952 :
  - Piercarlo Ghinzani, pilote de F1 italien.
- 1961 :
  - Dirk De Wolf, cycliste sur route belge. Vainqueur de Quatre Jours de Dunkerque 1986 et de Liège-Bastogne-Liège 1992.
- 1966 :
  - Carlos Sousa, pilote de rallye-raid portugais.
- 1971 :
  - Sergi Bruguera, joueur de tennis puis entraîneur espagnol. Médaillé d'argent en simple aux Jeux d'Atlanta 1996. Vainqueur des tournois de Roland Garros 1993 et 1994.
- 1972 :
  - Salah Hissou, athlète de fond marocain. Médaillé de bronze du 10 000 m aux Jeux d'Atlanta 1996. Champion du monde d'athlétisme du 5 000 m 1999. Détenteur du Record du monde du 10 000 m du 23 août 1996 au 4 août 1997.
- 1973 :
  - Nathalie Giguère, nageuse de brasse canadienne.
- 1974 :
  - Kati Winkler, patineuse artistique de danse sur glace allemande.
- 1976 :
  - Debbie Ferguson-McKenzie, athlète de sprint bahamienne. Médaillée d'argent du relais 4 × 100 m aux Jeux d'Atlanta 1996 puis championne olympique du relais 4 × 100 m aux Jeux de Sydney 2000 et médaillée de bronze du 200 m aux Jeux d'Athènes 2008. Championne du monde d'athlétisme du relais 4 × 100 m 1999 et championne du monde d'athlétisme du 200 m 2001.
  - Robert Gardos, pongiste autrichien. Champion d'Europe de tennis de table du double 2012.
- 1977 :
  - Jeff Foster, basketteur américain.
- 1979 :
  - Laurent Meunier, hockeyeur sur glace français.
  - Brenden Morrow, hockeyeur sur glace canadien. Champion olympique aux Jeux de Vancouver 2010. Champion du monde de hockey sur glace 2004.
  - Jason Ward, hockeyeur sur glace puis entraîneur canadien.
- 1980 :
  - Lars Bak, cycliste sur route danois.
  - Seydou Keita, footballeur malien. Vainqueur des Ligue des champions 2009 et 2011. (103 sélections en équipe du Mali).
  - Albert Pujols, joueur de baseball dominicain.
  - José Trèfle, volleyeur français. (46 sélections en équipe de France).
  - Phillip van Schalkwyk, joueur sud-africain de rugby à XV.
- 1982 :
  - Joana Ramos, judokate portugais. Vice-championne d'Europe des moins de 52 kg en 2011.
  - Justin Reed, joueur de basket-ball américain. († 20 octobre 2017).
- 1984 :
  - Stephan Lichtsteiner, footballeur suisse. (108 sélections en équipe de Suisse).
- 1985 :
  - Joe Flacco, joueur de foot U.S. américain.
  - Florence Lepron, basketteuse française. Médaillée d'argent aux Jeux de Londres 2012. Championne d'Europe féminin de basket-ball 2009 et médaillée de bronze à celui de 2011. (100 sélections en équipe de France).
  - Pablo Zabaleta, footballeur argentin. Champion olympique aux Jeux de Pékin 2008. (58 sélections en équipe d'Argentine).
- 1986 :
  - Souarata Cissé, basketteur français.
  - Petteri Nokelainen, hockeyeur sur glace finlandais. Champion du monde de hockey sur glace 2011.
  - Lalaina Nomenjanahary, footballeur malgache. (36 sélections en équipe de Madagascar).
  - Paula Pareto, judokate argentine. Médaillée de bronze des -48 kg aux Jeux de Pékin 2008 puis championne olympique des -48 kg aux Jeux de Rio 2016. Championne du monde de judo des - 48 kg 2015.
  - Geoffrey Tréand, footballeur français.
- 1987 :
  - Park Joo-ho, footballeur sud-coréen. (33 sélections en équipe de Corée du Sud).
  - Morten Madsen, hockeyeur sur glace danois.
  - Annari Viljoen, joueuse de badminton sud-africaine. Championne d'Afrique de badminton double dames 2010, 2012 ainsi que du double dames, du double mixte et par équipes 2011.
  - Piotr Żyła, sauteur à ski polonais. Champion du monde de ski nordique du saut à ski par équipes 2017.
- 1988 :
  - Nicklas Bendtner, footballeur danois. (81 sélections en équipe du Danemark).
  - Inaki Gomez, athlète de marche canadien.
  - Vincent Nogueira, footballeur français.
  - Cynthia Phaneuf, patineuse artistique individuelle canadienne.
  - Li Xiaoxia, pongiste chinoise. Championne olympique du simple et par équipes aux Jeux de Londres 2012 puis championne olympique par équipes et médaillée d'argent du simple aux Jeux de Rio 2016. Championne du monde de tennis de table du double 2009 et 2011, par équipes 2012, du simple et du double 2013, par équipes 2014 et 2016.
- 1989 :
  - Paul Lasne, footballeur français.
  - Chris Maguire, footballeur écossais. (2 sélections en équipe d'Écosse).
- 1991 :
  - Matt Duchene, hockeyeur sur glace canadien. Champion olympique aux Jeux de Sotchi 2014. Champion du monde de hockey sur glace 2015 et 2016.
  - Mohammad Sanad, handballeur égyptien. Champion d'Afrique des nations masculin de handball 2016 et 2020. Vainqueur de la Ligue des champions d'Afrique 2011. (214 sélections en équipe d'Égypte).
- 1992 :
  - Matt Doherty, footballeur irlandais. (43 sélections en équipe d'Irlande).
  - Jimmy Giraudon, footballeur français.
  - Jason Zucker, hockeyeur sur glace américain.
- 1993 :
  - Magnus Cort Nielsen, cycliste sur route danois.
  - Amandine Hesse, joueuse de tennis française.
- 1994 :
  - Oyeniyi Abejoye, athlète de haies nigérian.
  - Dwight Coleby, basketteur bahamien. (4 sélections en équipe des Bahamas).
- 1995 :
  - Takumi Minamino, footballeur japonais. (53 sélections en équipe du Japon).
- 1996 :
  - Amber Barrett, footballeuse irlandaise. (38 sélections en équipe de république d'Irlande).
  - Andrew Porter, joueur de rugby à XV irlandais. Vainqueur des Grands chelem 2018 et 2023 ainsi que de la Coupe d'Europe de rugby à XV 2018. (58 sélections en équipe d'Irlande).
  - Zhou Qi, basketteur chinois. Champion d'Asie de basket-ball 2015. (28 sélections en équipe de Chine).
- 1997 :
  - Rayan Raveloson, footballeur franco-malgache. (25 sélections avec l'équipe de Madagascar).
- 1998 :
  - Odsonne Édouard, footballeur français.
- 1999 :
  - Andreas Bruus, footballeur danois.

### XXIesiècle
- 2001 :
  - Agustín Sández, footballeur argentin.
- 2003 :
  - Ahmetcan Kaplan, footballeur turc.
  - Kazımcan Karataş, footballeur turc.
  - Flavio Paoletti, footballeur italien
  - Pierre Gautherat, coureur cycliste français.
- 2004 :
  - Axel Desperes, joueur de rugby à XV français.
  - Sigrun Kleinrath, skieuse de combiné nordique autrichienne.
  - Damian van der Haar, footballeur néerlandais.
- 2005 :
  - Gabriel Bontempo, footballeur brésilien.

## Décès

### XXesièclede1901à1950
- 1907 :
  - Alfred Shaw, 64 ans, joueur de cricket anglais. (7 sélections en Test cricket). (° 29 août 1842).

### XXesièclede1951à2000
- 1971 :
  - Philippe Thys, 81 ans, coureur cycliste belge. Vainqueur du Tour de France en 1913, 1914 et 1920 puis du Tour de Lombardie en 1917. (° 8 octobre 1889).
- 1986 :
  - József Ebner, 76 ans, footballeur hongrois puis français. (° 3 mars 1909).
- 1990 :
  - Jean Saint-Fort Paillard, 76 ans, cavalier de dressage français. Champion olympique par équipes aux Jeux de Londres 1948. (° 4 août 1913).
- 1993 :
  - Svetozar Vujović, 52 ans, footballeur puis entraîneur yougoslave puis bosnien. (8 sélections avec l'équipe de Yougoslavie). (° 3 mars 1940).
- 1994 :
  - Jack Metcalfe, 81 ans, athlète de sauts australien. Médaillé de bronze du triple-saut aux Jeux de Berlin 1936. Détenteur du record du monde du Triple saut du 14 décembre 1935 au 6 août 1936. (° 3 février 1912).
- 1997 :
  - Ödön Gróf, 81 ans, nageur hongrois. Champion d'Europe du relais 4 x 200 mètres nage libre en 1934 puis médaillé de bronze de la même discipline aux Jeux olympiques d'été de 1936. (° 15 avril 1915).
- 1999 :
  - Syd Owen, 76 ans, footballeur puis entraîneur anglais. (3 sélections en équipe nationale). (° 28 février 1922).

### XXIesiècle
- 2002 :
  - Bobo Olson, 73 ans, boxeur américain. Champion du monde poids moyen de boxe de 1953 à 1955. (° 11 juillet 1928).
- 2007 :
  - Benny Parsons, 65 ans, pilote automobile de NASCAR américain. (° 12 juillet 1941).
  - Peter Ronson, 72 ans, athlète de haies puis acteur de cinéma islandais. (° 22 avril 1934).
- 2008 :
  - Jorge de Bagration, 63 ans, pilote de courses automobile hispano-géorgien. (° 22 février 1944).
- 2011 :
  - Stefka Yordanova, 64 ans, athlète de sprint et de demi-fond bulgare. (° 9 janvier 1947).
- 2012 :
  - Edouard Ivanov, 73 ans, hockeyeur sur glace soviétique puis russe. Champion olympique aux Jeux d'Innsbruck 1964. Champion du monde de hockey sur glace 1963, 1965 et 1967. (° 25 avril 1938).
- 2013 :
  - Noé Hernández, 34 ans, athlète de marche athlétique mexicain. Médaillé d'argent du 20 km aux Jeux de Sydney 2000. (° 15 mars 1978).
  - Samson Kimobwa, 57 ans, athlète de fond kényan. Détenteur du Record du monde du 10 000 mètres du 30 juin 1977 au 11 juin 1978. (° 15 septembre 1955).
  - Yevdokiya Mekshilo, 81 ans, fondeur soviétique. Championne olympique du relais relais 3 × 5 km et médaillée d'argent sur 10 km lors des Jeux d'hiver de 1964. (° 23 mars 1931).
- 2018 :
  - Jo Jo White, 74 ans, basketteur américain. (° 16 novembre 1946).
- 2019 :
  - Unto Wiitala, 93 ans, joueur de hockey sur glace finlandais. (° 5 juillet 1925).
- 2020 :
  - Simone Créantor, 71 ans, athlète française spécialiste du lancer du poids. (° 2 juin 1948).
  - Bernard Grosfilley, 70 ans, skieur alpin français. (° 3 août 1949).
  - Efraín Sánchez, 92 ans, joueur puis entraîneur de football colombien. Finaliste de la Copa América 1975. (30 sélections en équipe nationale). (° 26 février 1926).
- 2022 :
  - Jacobo Azafrani, 89 ans, joueur puis entraîneur de football marocain. (° 24 juillet 1932).
  - Francis Bazire, 82 ans, coureur cycliste français. (° 17 avril 1939).
- 2023 :
  - Vladas Česiūnas, 82 ans, céiste soviétique. Champion olympique en C2 sur 1 000 mètres lors des Jeux d'été de 1972. Champion du monde de C2 sur 1 000 mètres en 1974 et de C2 sur 10 000 mètres la même année et en 1973 et en 1975. (° 15 mars 1940).
  - Pierre Danos, 93 ans, joueur de rugby à XV français. Vainqueur du Tournoi des Cinq Nations 1959 et 1960. (17 sélections en équipe nationale). (° 4 juin 1929).
  - Jean-Claude Marty, 79 ans, joueur de rugby à XIII français. (13 sélections en équipe nationale). (° 8 août 1943).